# Montfavergier
Montfavergier est une localité et une ancienne commune suisse du canton du Jura. 
Elle a fusionné avec Montfaucon le 1er janvier 2009.